# Unison (album)
Pour les articles homonymes, voir Unison.
Albums de Céline Dion
The Best of
(1988) Dion chante Plamondon
(1991)
Singles
1. (If There Was) Any Other Way
Sortie : 19 mars 1990
2. Unison
Sortie : 6 août 1990
3. Where Does My Heart Beat Now
Sortie : 19 novembre 1990
4. The Last to Know
Sortie : 6 mai 1991
5. Have a Heart
Sortie : 5 août 1991

Unison est le dixième album de Céline Dion, et son premier en langue anglaise, sorti le 2 avril 1990.

## Historique
Après avoir conquis le Québec et la France au cours des années 1980, Céline Dion se lance en 1990 dans une carrière internationale. Unison est son premier album anglophone. Produit notamment par David Foster, connu entre autres pour son travail avec Barbra Streisand, il lui permet de toucher des publics de langue et de culture différentes. L'album est enregistré pendant toute l'année 1989 et elle enregistra à New York avec David Foster, à Los Angeles avec Andy Goldmark (qui produira la chanson qui donne le titre à l'album), à Londres avec Christopher Neil qui lui produit quatre chansons (dont le hit Where Does My Heart Beat Now).
Le titre Have a Heart est la version anglophone de la chanson Partout je te vois, incluse sur l'album précédent Incognito. Elle l’interprétera pour la première fois lors des Juno Awards de 1988.
Céline Dion avait toutefois déjà enregistré plusieurs titres en anglais au cours de sa carrière : le premier en 1985, Listen to the Magic Man pour le film The Peanut Butter Solution (la bande originale du film comprend également Michael's Song). En 1989, sort au Canada son second single en anglais, le duo Can't Live with You, Can't Live Without You avec Billy Newton-Davis. La chanteuse enregistre la même année Listen to Me avec Warren Wiebe, chanson-thème du film homonyme de Douglas Day Stewart, et Wishful Thinking avec Dan Hill.
L'album sera lancé dans 18 pays. Il est lancé en avril 1990 au Canada, en septembre 1990 aux États-Unis et en 1991 dans 16 autres pays (dont le Japon, la France et l'Australie). Le lancement au Canada aura lieu au Métropolis le 2 avril, où elle interprète 6 des chansons de l'album. Au départ, l'album devait sortir beaucoup plus tard aux US, mais après le congrès de Sony International au château Frontenac où elle chante Where Does My Heart Beat Now devant les patrons de Sony USA, la sortie de l'album est avancée aux États-Unis.

## Ventes
Au Canada, l'album débute en 55e position, mais sort très rapidement des classements. L'album reçoit un disque de platine en 2 mois (dont presque toutes les ventes étaient au Québec à ce moment). Il faudra attendre le congrès de Sony International en juillet 1990, mais aussi que le single Where Does My Heart Beat Now n'atteigne les palmarès (qui atteindra la 6e position en avril 1991), pour que l'album prenne enfin son envol. Jumelé en autres par les juno (qui remporte les trophées de chanteuse de l'année et album de l'année) et la tournée canadienne, l'album atteint finalement la 15e position en mai 1991. À ce jour, il s'en est vendu 700 000 exemplaires et il est certifié 7 fois disque de platine.
Aux États-Unis, l'album ne se vend pas pendant plusieurs semaines. l'album sort en septembre 1990 et fait sa première apparition aux États-Unis au Tonight Show où elle chante Where Does My Heart Beat Now (qui attendra plusieurs mois plus tard la 4e position du Billboard Hot 100). Après trois mois sans apparition, l'album entre en 192e position en janvier 1991 pour finalement atteindre la 74e position en mars 1991, pour finir avec seulement 300 000 copies à la fin de 1991, des ventes en deçà de ce que René avait espéré. Plus tard, avec le succès des albums suivants, l'album est certifié or en 1994 et Platine en 1997.
Plus tard, lorsqu'elle devenue une star internationale, l'album s'est retrouvé sur les palmarès au Royaume-Uni et en Belgique en 1995.
À ce jour, l'album s'est vendu à 3,5 millions d'exemplaires dans le monde.
Le 1er extrait au Canada fut (If There Was) Any Other Way, qui sort quelques semaines avant la sortie de l'album. La chanson marche très fort au Québec et la chanson obtient quelques diffusions radiophoniques au Canada anglais, ce qui lui permet d'obtenir un succès modéré, atteignant la 23e position. La chanson sortira comme 2e extrait de l'album partout dans le monde en 1991 et le single n'aura qu'un succès modéré aux États-Unis, atteignant le top 40 du Billboard Hot 100 et passant 12 semaines au palmarès.
Le 2e extrait canadien de l'album fut la chanson-titre de l'album, qui sort en juillet 1990. La chanson a été remixée pour la sortie en single au Canada. Bien que la chanson marche très fort au Québec, la chanson est finalement un échec commercial dans le marché anglophone. La chanson sortira aussi comme 4e extrait au Japon.
Le 3e extrait canadien fut Where Does My Heart Beat Now, la chanson qu'elle a interprété au congrès de Sony International à Québec et lors de sa première apparition TV aux États-Unis. Après deux singles sans grand engouement, ce titre sort en octobre 1990 et devient le 1er titre à décoller au Canada anglais, il entre sur le palmarès en novembre 1990 et se hisse jusqu'en 6e position en avril 1991. Le succès de la chanson permet à l'album de prendre enfin son envol. Pendant ce temps, la chanson sera lancée aux États-Unis comme 1er extrait de l'album en septembre 1990 et obtient le même succès, passant 24 semaines sur le Billboard Hot 100 et atteint la 4e position en mars 1991. La chanson obtient un succès modéré dans le reste du monde, se classant dans le top 40 en Norvège, France, Nouvelle-Zélande, Pays-Bas et en Irlande.
Le 4e extrait canadien fut The Last to Know. Lancé après le grand succès de Where Does My Heart Beat Now, le succès rencontre un franc succès, se classant dans le top 20 et passe 19 semaines dans les palmarès. La chanson sera lancée comme troisième extrait dans le reste du monde.
Le dernier extrait fut Have a Heart, une chanson qu'elle a chantée lors des Juno Awards de 1988. La chanson obtient un succès modéré dans les palmarès, se retrouvant le top 40 du palmarès canadien.

## Controverse
Une polémique voit le jour au Québec au sujet du démarrage de la carrière anglophone de la chanteuse,. Au gala des prix Félix 1990, elle refuse le trophée « artiste anglophone de l'année », s'affirmant en tant qu'« artiste  québécoise », et propose de renommer la catégorie « artiste québécois s'étant le plus illustré sur un plan international » ,,.

## Tournée
Alors qu'Unison est lancé en Europe, aux États-Unis et au Japon, Céline Dion entame une tournée au Canada avec un concert à Drummondville le 5 octobre. Elle donne un concert à Sherbrooke où le spectacle est interrompu à cause d'un problème vocal, elle doit ensuite garder un silence absolu pendant trois semaines à la suite de ce spectacle pour éviter l'opération. Ensuite au début de 1991, elle poursuit et chante pour la première fois dans des petites salles au Canada anglais pour partir à la conquête du public. Sa tournée s'achève en mai 1991 avec un spectacle à Québec.

## Liste des titres
| No  | Titre                            | Auteur                                     | Durée |
| --- | -------------------------------- | ------------------------------------------ | ----- |
| 1.  | (If There Was) Any Other Way     | Paul Bliss                                 | 4:00  |
| 2.  | If Love Is Out the Question      | Bliss, Phil Palmer                         | 3:53  |
| 3.  | Where Does My Heart Beat Now     | Robert White Johnson, Taylor Rhodes        | 4:33  |
| 4.  | The Last to Know                 | Brock Walsh, Phil Galdston                 | 4:35  |
| 5.  | I'm Loving Every Moment with You | Tom Keane, Eric Pressly, Tyler Collins     | 4:08  |
| 6.  | Love by Another Name             | David Foster, Cliff Magnes, Glen Ballard   | 4:51  |
| 7.  | Unison                           | Andy Goldmark, Bruce Roberts               | 4:13  |
| 8.  | I Feel Too Much                  | Keane, Pressly                             | 4:09  |
| 9.  | If We Could Start Over           | Stan Meissner                              | 4:22  |
| 10. | Have a Heart                     | Aldo Nova, Billy Steinberg, Ralph McCarthy | 4:14  |

## Distribution
| Pays                           | Date              | Label                    | Format               | Catalogue |
| ------------------------------ | ----------------- | ------------------------ | -------------------- | --------- |
| Canada                         | 2 avril 1990      | Sony Music, Columbia     | CD, disque, cassette | 80150     |
| États-Unis                     | 11 septembre 1990 | Epic                     | CD, disque, cassette | 46983     |
| Japon                          | 21 février 1991   | Sony Music Japan, Epic   | CD, disque, cassette | ESCA-5184 |
| Australie, Royaume-Uni, France | 4 mars 1991       | Sony Music, Columbia,CBS | CD, disque, cassette | 4672032   |

## Classements
| Pays              | Meilleure position | Certification | Vente     |
| ----------------- | ------------------ | ------------- | --------- |
| Australie         |                    | Or            | 35 000    |
| Belgique Flandres | 80                 | -             | -         |
| Belgique Wallonie | 56                 | -             | -         |
| Canada            | 15                 | 7x Platine    | 700 000   |
| États-Unis        | 74                 | Platine       | 1 250 000 |
| France            |                    | Or            | 100 000   |
| Norvège           | 8                  | -             | -         |
| Royaume-Uni       | 55                 | Or            | 100 000   |

## Récompenses
| Année | Gala           | Récompenses                                                            |
| ----- | -------------- | ---------------------------------------------------------------------- |
| 1990  | Billet platine | Billet platine pour le concert Céline Dion                             |
| 1991  | prix Juno      | Album de l'année                                                       |
| 1991  | prix Juno      | Artiste féminine de l'année                                            |
| 1991  | prix Félix     | Artiste s'étant le plus illustré dans une autre langue que le français |